# Tortura blanca

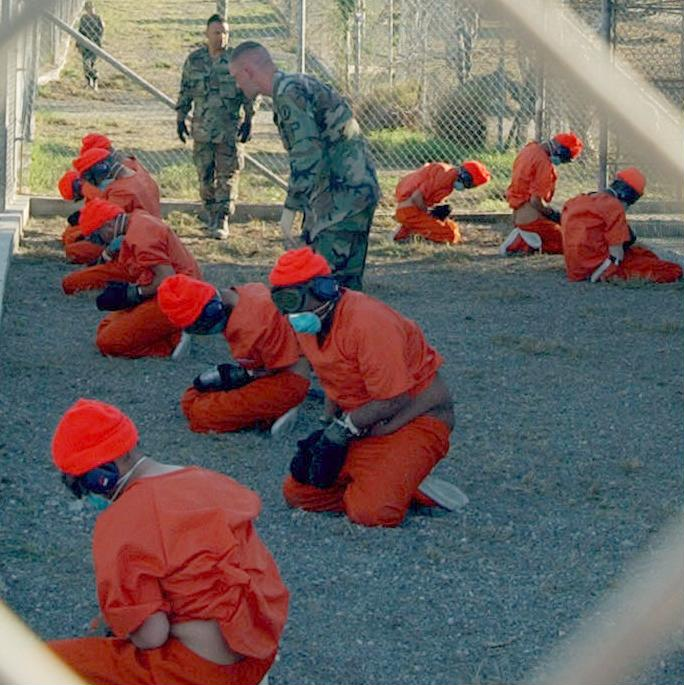
Detenidos a su llegada al Campamento X-Ray en enero de 2002, con gafas protectoras, máscaras, guantes y orejeras.

La tortura blanca es un tipo de tortura psicológica que incluye extrema privación sensorial y aislamiento. La realización de este tipo de tortura moderna hace que el detenido pierda la identidad personal a través de largos períodos de aislamiento.

## Historia por país

### Alemania Oriental
En Alemania, mientras el muro de Berlín seguía en pie, la República Democrática Alemana tuvo 17 cárceles, entre estas hubo una en la localidad de Alt Hohenshönhausen, en la ciudad de Berlín (actualmente el memorial Berlín Hohenschönhausen) donde se realizaron actos de tortura física y psicológica desde 1959 hasta 1989 y esto solo por la Stasi, pues antes fue utilizada por la Unión Soviética.[cita requerida]

### Estados Unidos
Estados Unidos ha sido acusado por Amnistía Internacional y otras organizaciones internacionales de derechos humanos de utilizar "aislamiento extremo y privación sensorial ... detenidos confinados en celdas sin ventanas ... días sin ver la luz del día" junto con otras técnicas de tortura con la aprobación de la administración de George W. Bush bajo el eufemismo "interrogatorio mejorado". La organización European Democratic Lawyers (EDL) ha acusado explícitamente a Estados Unidos de tortura blanca: "Los derechos fundamentales son violados por parte de Estados Unidos. En Guantánamo, los prisioneros son recluidos bajo privación sensorial, oídos y ojos cubiertos, manos y pies atados, manos en guantes gruesos, retenidos en jaulas sin privacidad, siempre observados, luz de día y de noche: esto se llama tortura blanca ". Rainer Mausfeld ha criticado la práctica.

### Irán
En Irán, la tortura blanca (persa: شكنجه سفيد) se ha practicado en presos políticos. La mayoría de los presos políticos que sufren este tipo de tortura son periodistas retenidos en la prisión de Evin. "Amir Fakhravar, el prisionero iraní de la sala blanca, fue torturado [en la prisión de Evin] durante 8 meses en 2004. Todavía tiene horrores sobre su época en la sala blanca".  Según Hadi Ghaemi, tales torturas en Evin no están necesariamente autorizadas directamente por el gobierno iraní.
Puede incluir períodos prolongados de confinamiento solitario, el uso de iluminación continua para privar del sueño (incluido en la Convención de Ginebra sobre Derechos Humanos Básicos, 1949) a menudo en centros de detención fuera del control de las autoridades penitenciarias, incluida la Sección 209 de la Prisión de Evin.
Ahmed Shaheed, reportero especial de derechos humanos de la ONU en Irán, mencionó en una declaración que el activista de derechos humanos Vahid Asghari fue torturado psicológicamente por medio de una detención prolongada en confinamiento solitario y con amenazas de arrestar, torturar o violar a sus familiares. Según los informes, también fue torturado con fuertes palizas con el fin de obtener confesiones.
Un informe de Amnistía Internacional en 2004 documenta evidencia de "tortura blanca" a Amir Abbas Fakhravar, por los Guardias Revolucionarios. Según el informe, que calificó su caso como el primer ejemplo conocido de tortura blanca en Irán afirmó que "sus celdas no tenían ventanas, y las paredes y su ropa eran blancas. Sus comidas consistían en arroz blanco en platos blancos. Para usar el baño, tenía que poner un papel blanco debajo de la puerta. Estaba prohibido hablar, y los guardias supuestamente usaban zapatos que amortiguaban el sonido". A su llegada a los Estados Unidos, Fakhravar confirmó este informe en una entrevista con Christian Broadcasting Network.
En una llamada telefónica a Human Rights Watch en 2004, el periodista iraní Ebrahim Nabavi hizo la siguiente denuncia con respecto a la tortura blanca:

“Desde que dejé a Evin, no he podido dormir sin pastillas para dormir. Es terrible. La soledad nunca te abandona, mucho después de que estás 'libre'. Cada puerta que se te cierra ... Por eso lo llamamos 'tortura blanca'. Obtienen lo que quieren sin tener que golpearte. Saben lo suficiente sobre ti como para controlar la información que recibes: pueden hacerte creer que el presidente ha dimitido, que tienen a tu mujer, que alguien en quien confías les ha dicho  mentiras sobre ti. Empiezas a quebrarte. Y una vez que te rompes, ellos tienen el control. Y luego comienzas a confesar".

Kianush Sanjari, un bloguero y activista iraní que supuestamente había experimentado este tipo de tortura en 2006 afirmó:

"Siento que el confinamiento solitario, que hace la guerra al alma y a la mente de una persona, puede ser la forma más inhumana de tortura blanca para personas como yo, que son arrestadas únicamente por (defender) los derechos de los ciudadanos. Solo espero que llegue el día en que nadie sea puesto en régimen de aislamiento [como castigo] por la expresión pacífica de sus ideas".

El 20 de diciembre de 2018, Human Rights Watch instó al régimen de Irán a investigar y encontrar una explicación a la muerte de Vahid Sayadi Nasiri, que había sido encarcelado por insultar al líder supremo Ali Khamenei. Según su familia, Nasiri había estado en huelga de hambre pero se le negó atención médica antes de morir.

### Venezuela
El 2 de marzo de 2015 la Comisión Interamericana de Derechos Humanos dictó medidas cautelares de protección en la resolución 6/2015 a favor de Lorent Saleh y Gerardo Carrero como respuesta a la solicitud hecha el 8 de julio de 2013 por Tamara Sujú en nombre del Foro Penal, en la que pidió al organismo que requiera al gobierno venezolano la protección de la vida e integridad personal de Saleh y, más adelante dentro del procedimiento, también la protección de Carrero por la presunta violación de sus derechos humanos. El documento de la CIDH reseña que Saleh y Guerrero “estarían ubicados en un sótano (cinco pisos bajo tierra), conocido como ‘La Tumba’, del edificio que funciona como sede principal del Servicio Bolivariano de Inteligencia Nacional (SEBIN)”, donde son sometidos a un “aislamiento prolongado sin contacto con otras personas, en un espacio confinado de 2×3 metros, con cámaras de vídeo y micrófonos en cada una de sus celdas, sin acceso a la luz del sol o al aire libre”, y que los dos presos han denunciado que padecen “crisis nerviosas, problemas estomacales, diarrea, vómitos, espasmos, dolores en articulaciones, dolores de cabeza, dermatitis, ataques de pánico, trastornos musculares y desorientación temporal” sin “presuntamente recibir atención médica adecuada”. La Comisión consideró que los estudiantes "se encuentran en una situación de gravedad y urgencia, puesto que sus vidas e integridad personal estarían en riesgo", y de acuerdo con el artículo 25 de Reglamento de la CIDH el organismo le pidió  al gobierno venezolano que adoptara las medidas necesarias para preservar la vida y la integridad personal de los detenidos, particularmente proporcionar la atención médica adecuada de acuerdo con las condiciones de sus patologías, y que asegurara que sus condiciones de detención se adecuaran a estándares internacionales, tomando en consideración su estado de salud actual. El 20 de abril Lorent intentó suicidarse en su celda, hecho que fue evitado por los funcionarios del SEBIN. Su abogado denunció que para entonces no había recibido respuesta por parte del Ministerio Público sobre la solicitud de realizarle evaluaciones psiquiátricas a Saleh y a Gabriel Valles.